# Kapholländische Architektur

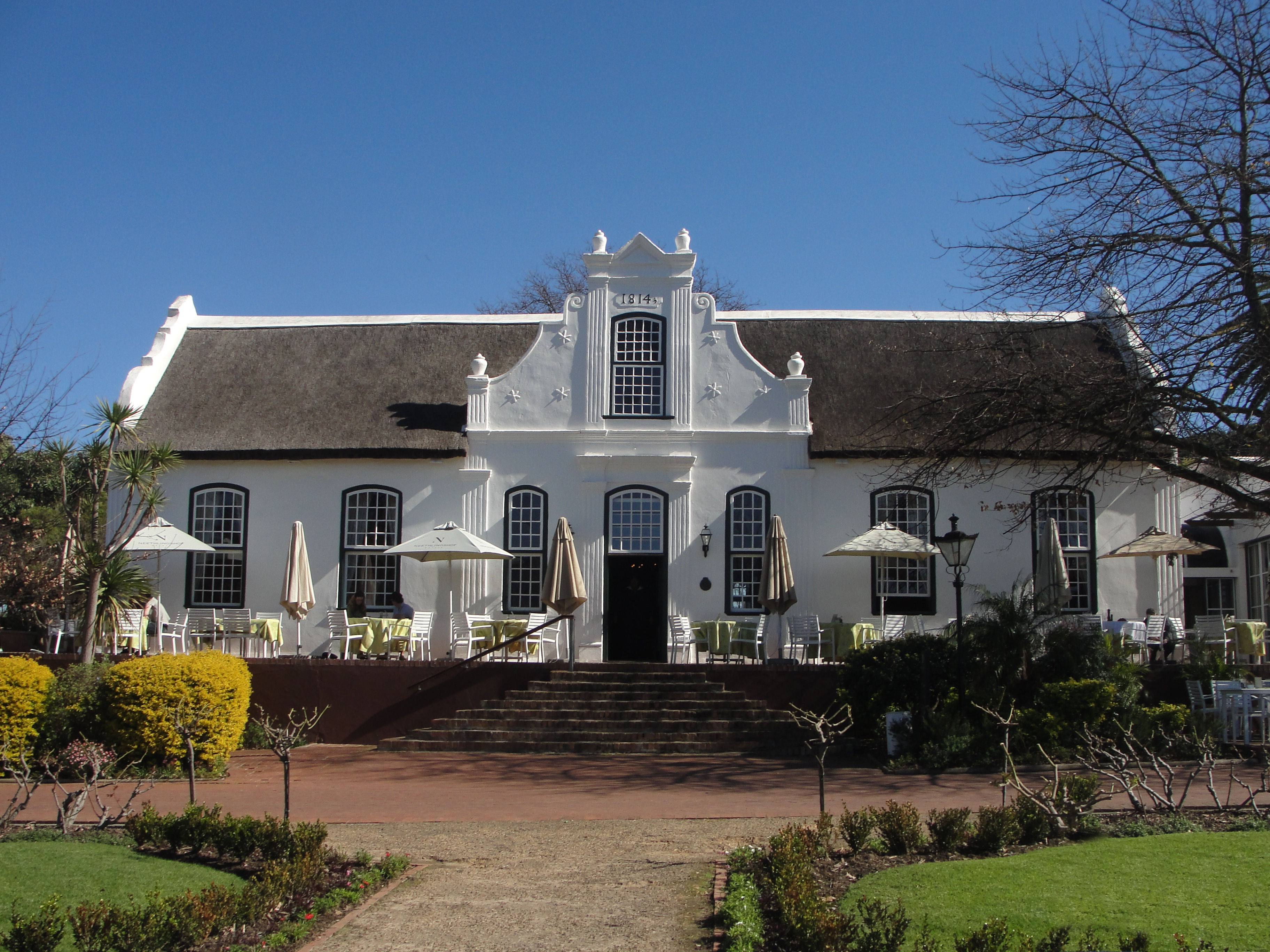
Der Neethlingshof in Stellenbosch, ein kapholländisches Haus von 1814

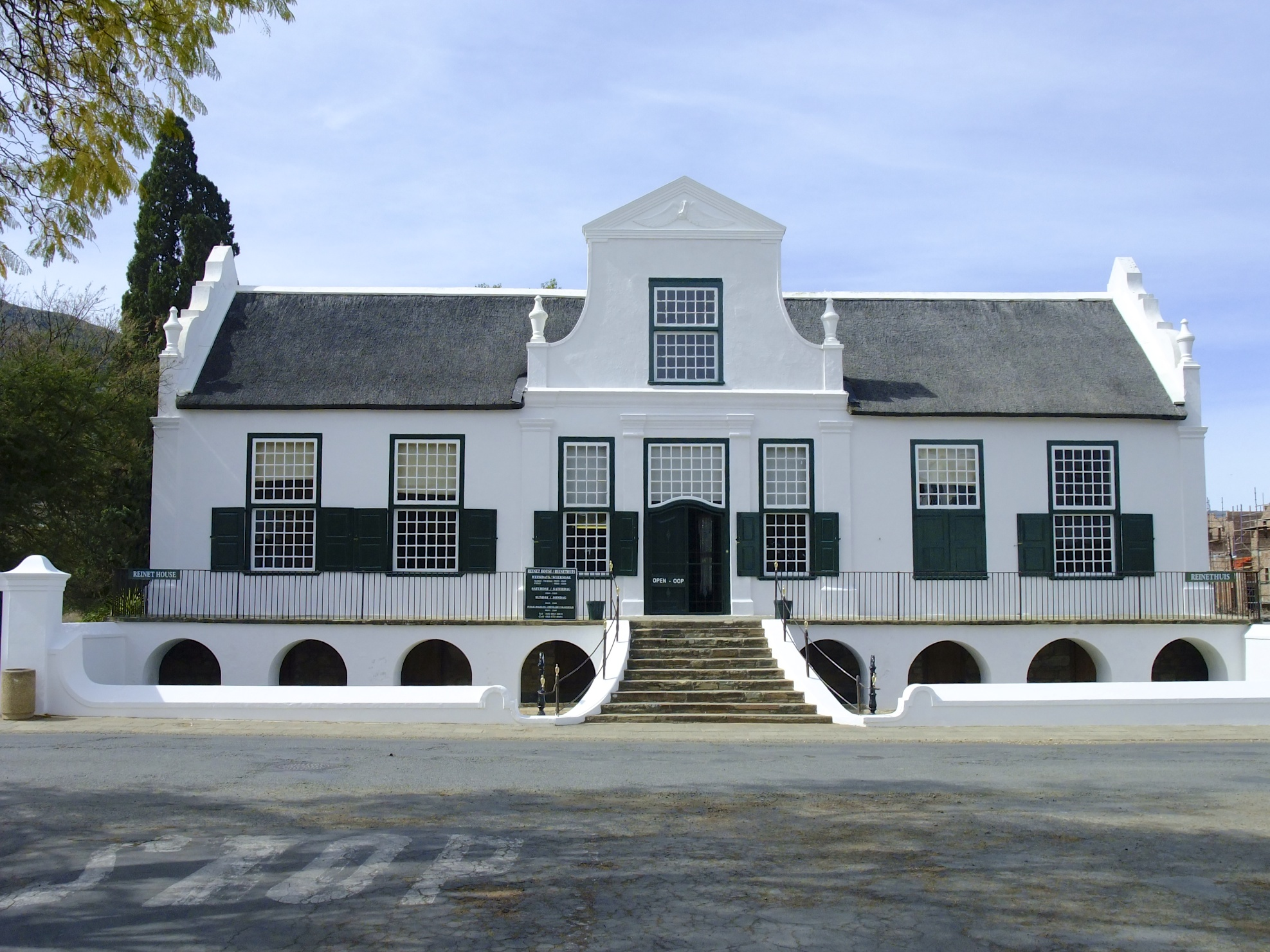
Das Reinet-Haus in Graaff-Reinet

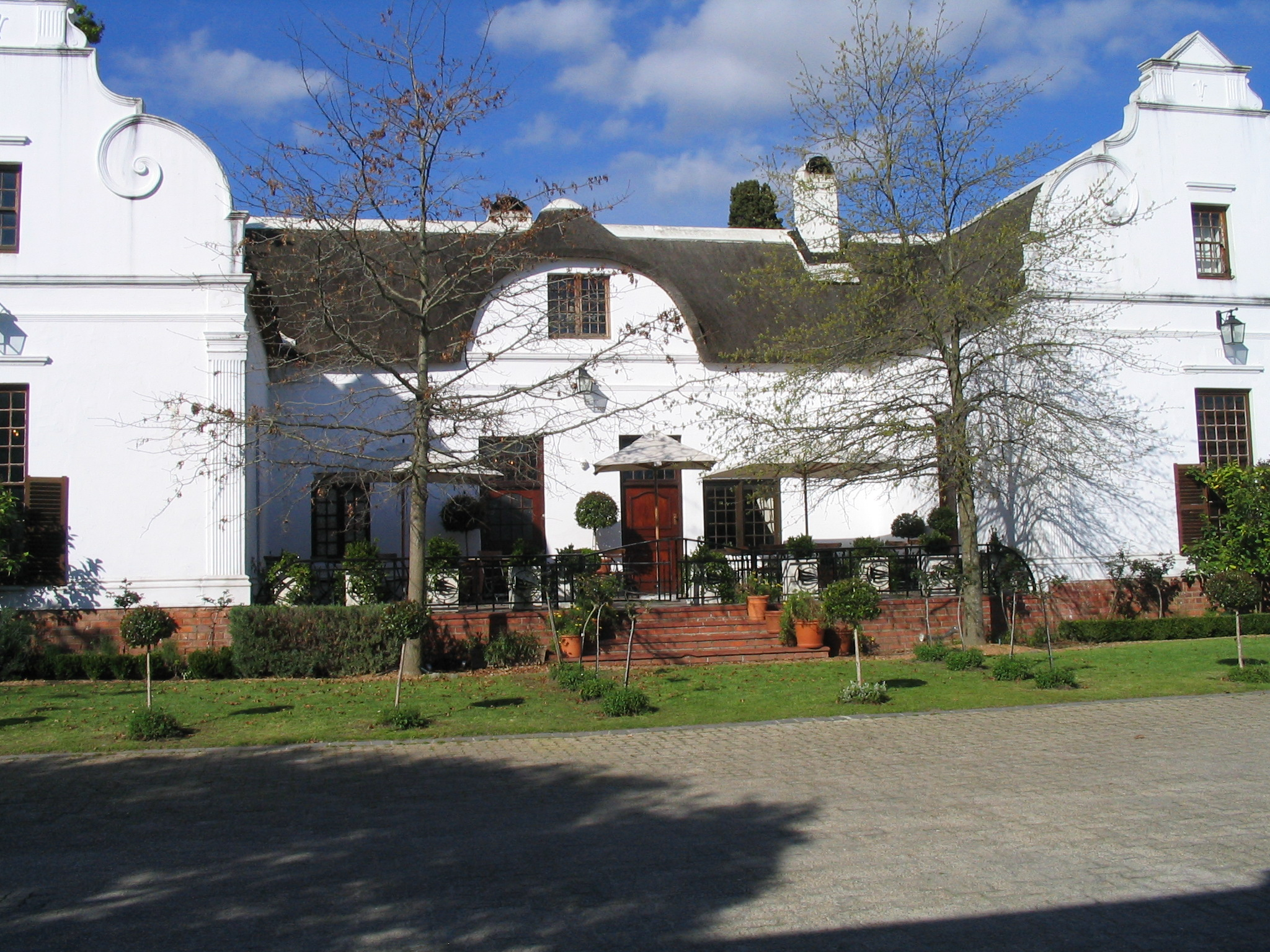
La Gratitude in Stellenbosch, Seitenansicht

Die kapholländische Architektur entstand mit der Ankunft niederländischer Siedler am Westkap im heutigen Südafrika in der Mitte des 17. Jahrhunderts. Um 1850 wurde sie von anderen Architekturstilen abgelöst. Viele kapholländische Häuser stehen unter Denkmalschutz.

## Ausprägungen

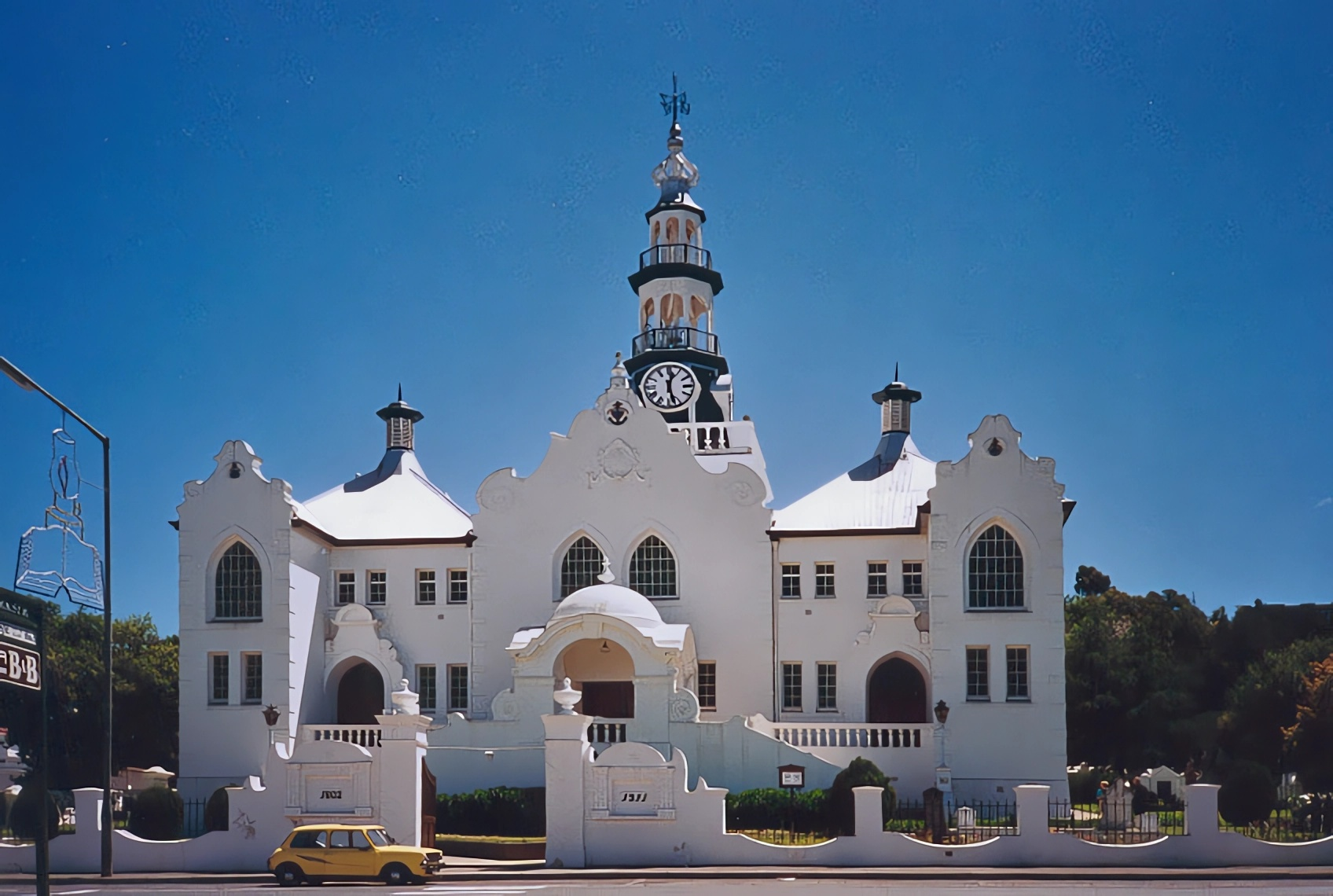
Kirche in Swellendam im kapholländischen Stil

Vor allem repräsentative Wohnhäuser wurden im kapholländischen Stil errichtet, aber auch Kirchen. Die Häuser zeichnen sich durch einen achsensymmetrischen Grundriss, oft in T- oder H-Form, aus. Über dem zentral gelegenen Haupteingang steht ein großer, durch Rundungen aufwändig und individuell geschmückter Zwerchgiebel. An den Seiten findet man ebenfalls Giebel, die meist weniger aufwändig ausfallen. Das Haus ist weiß getüncht, es trägt ein Reetdach. Als Baumaterial wurden meist Ziegelsteine verwendet. In Kapstadt verzichtete man wegen der Brandgefahr auf den Einbau von Schornsteinen.
Zum Vordereingang führen meist einige Stufen. Neben dem Vordereingang befinden sich zwei Fenster von halber Breite, nach außen hin zwei oder vier Fenster mit voller Breite, meist Sprossenfenster. Oberhalb des Eingangs findet man ein weiteres Fenster mit voller Breite. Hinter dem Eingang befindet sich meist der Vorderraum (voorkamer) mit den Türen zu den Flügeln und den übrigen Zimmern. Dahinter liegt die agterkamer, das Wohnzimmer. Die Feuerstelle in der Küche war offen.
Erhaltene kapholländische Häuser findet man entlang der Wine Route sowie in Stellenbosch, Swellendam, Tulbagh und Graaff-Reinet. Viele Weingüter werben mit Abbildungen der Häuser für ihre Produkte. Das ab 1968 im kapholländischen Stil restaurierte Tuynhuys in Kapstadt dient als Residenz des südafrikanischen Präsidenten. Insgesamt gab es 2013 noch rund 400 kapholländische Gebäude.

## Geschichte

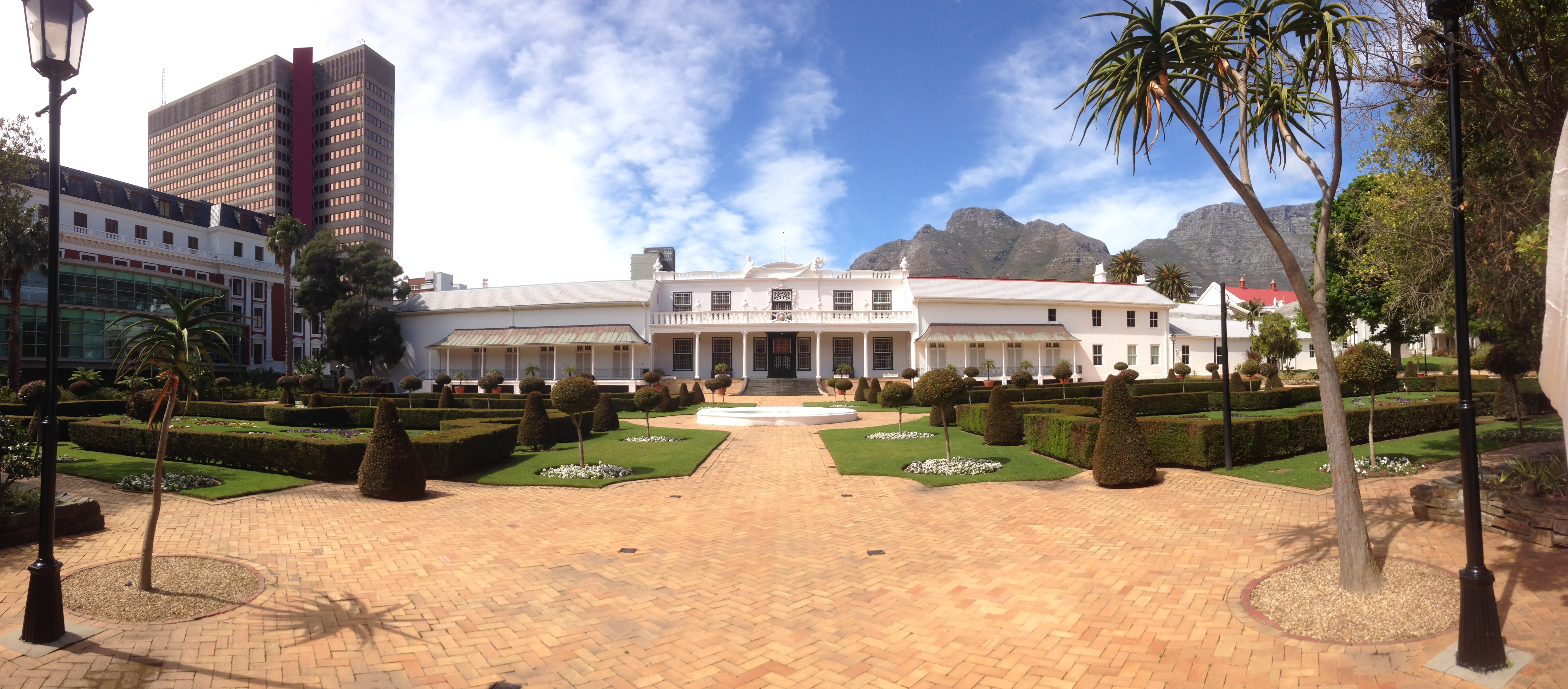
Das Tuynhuys in Kapstadt, erstmals erwähnt 1674

1652 kamen die ersten niederländischen Siedler um Jan van Riebeeck am Kap der guten Hoffnung an. Die erste Stadtgründung war Kapstadt, wo man die ersten Häuser im kapholländischen Stil errichtete. Sie zeichneten sich durch Verwandtschaft zur damaligen niederländischen Architektur aus, nahmen aber auch Einflüsse aus Deutschland, Frankreich und Indonesien auf.
Anfangs waren die Häuser meist einstöckig und hatten gewöhnlich drei Räume. Die Mauern wurden aus Lehm oder Bruchsteinen errichtet. Der Boden bestand meist aus gestampfter Erde oder Schieferplatten von der Insel Robben Island. Mit Beginn des 18. Jahrhunderts wurden größere Häuser gebaut, die erstmals die typischen Frontgiebel aufwiesen. Für die Errichtung der Giebel waren aus Indonesien und Malaysia verschleppte Sklaven zuständig. Die Mauern wurden nunmehr aus Ziegelsteinen errichtet. Ab etwa 1750 wurden neue Häuser in U-Form gebaut, auch die T-Form mit der Küche am Ende des Traktes war üblich. Später wurden auch größere Häuser in H-Form errichtet. Nur wenige Baumeister sind namentlich bekannt, darunter der Franzose Louis Michel Thibault und die Deutschen Anton Anreith und Herman Schutte (1761–1844).
1806 gelangte die Kapkolonie in britischen Besitz, der Architekturstil wurde jedoch vorerst beibehalten. Um 1840 änderte sich der Baustil, da man erstmals Mittellängswände einziehen konnte und die Brandgefahr andere Bauformen nahelegte. Um 1850 gab es eine Hinwendung zur viktorianischen Architektur. Vor allem in Kapstadt wurden im Zuge der Verstädterung viele traditionelle Siedlerhäuser abgerissen.